# Dries Van Noten
Dries baron Van Noten, né le 12 mai 1958 à Anvers, est un  styliste belge.

## Biographie
Dries baron Van Noten est né au sein d'une famille de tailleurs ; son père exploitait une boutique de vêtements masculins et son grand-père exerçait la fonction de tailleur. Il va à l'école chez les jésuites puis étudie à l'Académie royale des beaux-arts d'Anvers et obtient son diplôme en 1981.

## Carrière
Sa carrière de styliste commence réellement en 1986 lorsqu'il se rend à Londres pour présenter sa première collection avec cinq autres de ses camarades (Ann Demeulemeester, Marina Yee (nl), Walter Van Beirendonck, Dirk Van Saene (nl), Dirk Bikkembergs) : ils seront surnommés les « Six d'Anvers » ou « Groupe des Six ». Il débute par une collection « homme » moins chère à réaliser qu'une pour les femmes. Très vite de nombreux acheteurs du monde entier comme Barneys de New York ou bien Whistler Whistles de Londres s'arrachent ses créations.
À partir du milieu des années 1990, il crée également les costumes de quelques ballets de la chorégraphe belge Anne Teresa De Keersmaeker dont ceux de Just Before (1997), Drumming (1998), Rain (2001 et 2011 lors de l'entrée de la pièce au répertoire du ballet de l'Opéra de Paris), et Steve Reich Evening (2007).
Sa collection de 2004 marque les invités : le créateur de mode a fait dresser une table de 140 mètres, table se transformant en podium pour le défilé à la fin du diner.
En 2005, New York Times l'a qualifié de « l'un des créateurs de mode les plus intellectuels ». Son style, jugé « excentrique », a perdu de sa popularité durant la longue période de mode minimaliste du début des années 1990, avant de revenir en force vers le milieu des années 2000. Le Point souligne que Dries Van Noten « n'est jamais là où on l'attend, refuse l'évidence, affectionne l'inattendu ».
En 2008, il reçoit le prix international du Conseil des créateurs de mode américains. En 2009, il obtient la médaille d'or de l'Académie royale flamande des arts. En 2010, il préside le festival de Hyères, qui récompense chaque année un jeune styliste, avec ses cinq associés.
L'entreprise qui porte son nom est vendue en 2018 à Puig.
Le 22 juin 2024, le styliste présente sa toute dernière collection masculine et annonce son départ à la retraite à l'âge de 66 ans,. Lieu et horaire atypique, le rendez vous est donné à La Courneuve à 20h30.

## Style
Son travail se caractérise par des imprimés, parfois de motifs aux inspirations ethniques, couleurs fauves et utilise souvent des matières textiles originales comme le léopard (très présent dans la collection homme de l'hiver 2006), le crocodile ou bien plus traditionnellement le cuir. Une nouvelle étape est franchie pour le styliste en 1991 avec un défilé à Paris, dans le cadre de la « Semaine prêt-à-porter masculin » et, en octobre 1993, avec la présentation de sa collection femme sur podium. Il ne fait jamais de publicité.

## Boutiques et expansion
La marque Dries Van Noten exploite plusieurs boutiques dont la première, Het Modepaleis, est ouverte en 1989 à Anvers. Des boutiques sont ensuite inaugurées à Paris, Londres, Hong Kong, Tokyo. Il vend ses créations à travers plus de 500 magasins dans le monde.
Parmi ses clientes célèbres, il compte la princesse Astrid de Belgique[réf. nécessaire].

## Vie privée
Van Noten et son partenaire, Patrick Vangheluwe, travaillent et vivent à Anvers. Le couple habite une maison sur un terrain de près de sept acres en dehors de la ville.